# D'oh!

O D'oh de Homer

D'oh! é um bordão utilizado pelo personagem Homer Simpson, dos Simpsons. Originalmente escrito no roteiro como um "grunhido de insatisfação", Dan Castellaneta traduziu como um "d'ooooooh". Isto foi inspirado por um eufemismo de palavrão utilizado por Jimmy Finlayson em vários filmes de O Gordo e o Magro. Matt Groening achou que seria melhor se fosse falado de forma rápida, então Castellaneta reduziu para um rápido e proferido "D'oh!"
O bordão de Homer foi adicionado ao Oxford English Dictionary em 2001, sem apóstrofo. Seu significado é: frustração quando as coisas não saem como o previsto, ou quando alguém fez alguma coisa bem cretina! A palavra falada "D'oh" é marca registrada da 20th Century Fox.
Em 2006, "D'oh!" ficou em 6º na "Lista dos 100 maiores bordões da TV" da TV Land.

## Origem
Durante a gravação de um curta dos Simpsons para o Tracey Ullman Show, estava escrito no roteiro que Homer Simpson deveria soltar um "grunhido de insatisfação". Dan Castellaneta traduziu como "d'ooooooh", inspirado por Jimmy Finlayson, um actor escocês que apareceu em 33 filmes de O gordo e o Magro. Finlayson usava o termo como um eufemismo para "Damn" sem realmente dizê-lo. Matt Groening achou que seria melhor se fosse falado de forma rápida, então Castellaneta reduziu para um rápido e proferido "D'oh!" O primeiro uso intencional de "d'oh!" ocorreu no curta exibido no Tracey Ullman Show, denominado "The Krusty the Clown Show" (1989), e o primeiro foi no episódio de estréia da série, "Simpsons Roasting on an Open Fire". É tipicamente representado no roteiro do show como "grunhido de insatisfação", e também é escrito no título oficial de vários episódios. Alguns episódios contêm variações, como em "Bart of Darkness" (da sexta temporada, 1994), onde Homer diz "D'oheth" ou The Simpsons Movie (2007) onde Homer grita "d'oooome!" enquanto Springfield fica sob um domo.